# Long Nguyên
Long Nguyên is een xã van huyện Bến Cát, een huyện in de provincie Bình Dương.
Long Nguyên ligt in het noordwesten van het district en grenst in het zuidwesten aan thị trấn Mỹ Phước, de hoofdplaats van het district. In het noorden en westen grenst Long Nguyên aan huyện Dầu Tiếng. De afstand tot het centrum van Ho Chi Minhstad bedraagt ongeveer 45 kilometer.
De oppervlakte van Long Nguyên bedraagt ongeveer 75,67 km². Long Nguyên heeft 9200 inwoners.